# PhpPgAdmin
phpPgAdmin è un'applicazione PHP libera che consente di amministrare in modo semplificato database di PostgreSQL tramite un qualsiasi browser. L'applicazione è indirizzata sia agli amministratori del database, sia agli utenti. Gestisce i permessi prelevandoli dal database PostgreSQL.
phpPgAdmin permette di creare un database da zero, creare le tabelle ed eseguire operazioni di ottimizzazione sulle stesse. Presenta un feedback sulla creazione delle tabelle per evitare eventuali errori. Sono previste delle funzionalità per l'inserimento dei dati (popolazione del database), per le query, per il backup dei dati, ecc..
L'amministratore, invece ha a disposizione un'interfaccia grafica per la gestione degli utenti: l'interfaccia permette l'inserimento di un nuovo utente, la modifica della relativa password e la gestione dei permessi che l'utente ha sul database, utilizzando lo standard SQL.
Il progetto è iniziato come un fork di phpMyAdmin, ma attualmente ha un codice di base completamente differente e fornisce servizi paragonabili a quelli per gli utenti di MySQL, principale concorrente di PostgreSQL.